# Frederik van Renesse
Frederik van Renesse (Utrecht, circa 1470 - Breda, 19 mei 1538) was een Nederlands raadsheer bij het Hof van Holland en vertrouweling van Hendrik III van Nassau.

## Leven en werk

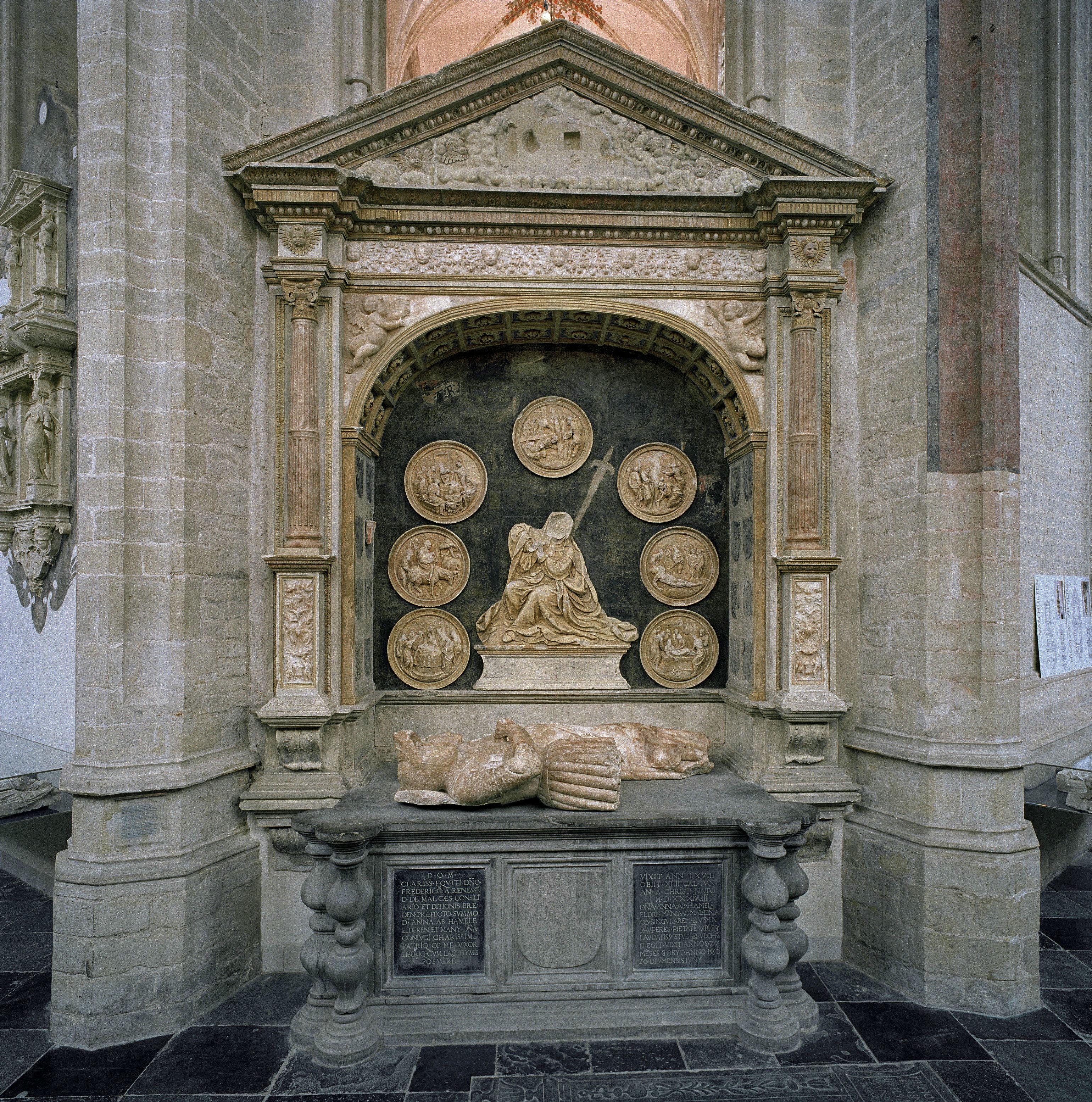
Graftombe Frederik van Renesse te Breda

Frederik van Renesse was stamvader van de 'Belgische tak' Van Renesse van Elderen. Door huwelijk kwam deze tak in bezit van de heerlijkheid Elderen en verwierf uiteindelijk de titel van graaf van Warfusée. Frederik II van Renesse was de zoon van Jan VII van Renesse en Margaretha van Culemborg. Hij was gehuwd met Anna van Hamal(e). Vanaf 1505 was hij heer van Oostmalle. Tijdens zijn leven was hij ook nog heer van  Pierschille (1525), Ameliswaard en Grimmstein.
Frederik van Renesse kwam in het kielzog van stadhouder Hendrik III van Nassau in 1515 naar Den Haag en werd daar een zeer invloedrijke persoon. Als rechterhand van stadhouders Hendrik III van Nassau en Antoon I van Lalaing en raadsheer bij het Hof van Holland was hij een belangrijke factor voor het welslagen van de onderhandelingen met de onderdanen. Ook bij de onderdanen stond hij in hoog aanzien, waardoor hij een bemiddelende rol kon spelen als er onenigheid was tussen de stadhouders en de onderdanen. Bij gelegenheid wachtte men op zijn komst als er overleg moest worden gepleegd.
Uit verschillende brieven van Gerrit van Assendelft blijkt dat Frederik van Renesse een van de meest invloedrijke mannen was in Den Haag in de eerste helft van de zestiende eeuw. Zijn populariteit blijkt uit ook uit de vele giften die hij ontving van de landsheer, keizer Karel V, en de verschillende Hollandse steden.
Naast zijn rol in Den Haag en Holland bekleedde Frederik van Renesse verschillende hoge functies voor Hendrik III van Nassau in Brabant, onder meer als drossaard van Breda en Diest.
Hij is begraven in een graftombe in de  Grote of Onze Lieve Vrouwe Kerk te Breda, waar zijn vrouw Anna van Hamel later ook in is bijgezet.

### Huwelijk en kinderen
Frederik trouwde in 's Herenelderen op 30 november 1501 met Anna van Hamal erfdochter van Elderen (Elderen, 1478 - Breda, 26 juli 1556). Zij was de dochter van Wouter van Hamal van Elderen (1420-1508) en Elisabeth van Berchem erfdochter van Oostmalle (1420-1505).
- Wouter I van Renesse (geboren 1503), op jonge leeftijd overleden
- Jan VIII van Renesse (1505-1561), eerste heer van Elderen (1556-1561), tweede heer van Oostmalle (1538-1561)
- Clara van Renesse van Elderen (1507-1554). Zij trouwde met Filips van Horne (1500-1541)